# 阿哈爾卡拉基
阿哈爾卡拉基（意為新城）是格魯吉亞南部薩姆茨赫-賈瓦赫蒂大区阿哈爾卡拉基市鎮的城镇及其行政中心。距土耳其邊境僅30公里。此城海拔為1,707米，位於贾瓦赫蒂熔岩台地的邊陲。在2014年人口普查中，市內人口約8,295人，其中逾九成是亞美尼亞人。市內的歷史博物館在1973年落成，收藏約4萬件展品。

## 歷史
阿哈爾卡拉基始建於公元1064年。1066年，塞爾柱帝國侵略格魯吉亞王國時摧毀了此城。 在11世紀，格魯吉亞王國在與亞美尼亞的反覆爭奪中得到了阿哈爾卡拉基。此城因而在11世紀成為了扎瓦赫季的政治、經濟中心。
16世紀，鄂圖曼帝國統治著阿哈爾卡拉基。市內人口主要為格魯吉亞人，但在1829年，大多數居民已轉信伊斯蘭教。第八次俄土戰爭（1828-1829）後，俄羅斯獲得阿哈爾卡拉基，當地的格魯吉亞穆斯林大多遷移回鄂圖曼帝國，來自多烏巴亞澤特和埃爾祖魯姆的亞美尼亞人難民則在此定居。於1887年，市內居民有4,303人，其中4,080人為亞美尼亞人、63人為猶太人、61人為俄羅斯人、45人為格魯吉亞人。
於1900年1月4日的一次地震，阿哈爾卡拉基損毀嚴重，約1,000人遇難。

## 人口
阿哈爾卡拉基是格魯吉亞一座亞美尼亞人佔多數的城市。根據2002年人口普查，阿哈爾卡拉基與周邊的區域人口達60,975人，其中57,516人為亞美尼亞人（94.3%），3,214人為格魯吉亞人（5.3%）。

## 交通
歐洲高速公路E691途經阿哈爾卡拉基。

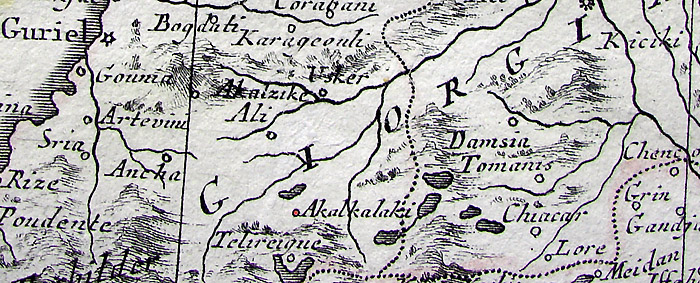
1784年，一幅於威尼斯出版的古地圖碎片出示了阿哈爾卡拉基（Akalkalaki）在格魯吉亞（GIORGIA）的位置

納戈爾諾-卡拉巴赫戰爭於1994年5月12日停火後，由於土耳其和阿塞拜疆封鎖與亞美尼亞接壤的邊境，途經亞美尼亞久姆里的卡爾斯-久姆里-第比利斯鐵路並不能通行。由於現有途經伊朗前往東方的鐵路需要以火車輪渡跨越凡湖、在薩拉赫斯換軌，行車時間因而拖長。
在2005年5月，土耳其、格魯吉亞、阿塞拜疆三國定立協議，興建由土耳其經格魯吉亞至阿塞拜疆的卡爾斯-第比利斯-巴庫鐵路，以促進三國的經濟聯繫。由於歐盟和美國皆認為此鐵路將繞過亞美尼亞，從而進一步孤立亞美尼亞，兩者均拒絕支援興建鐵路，並支持重開卡爾斯-久姆里-第比利斯鐵路。土、格、阿三國於2007年2月7日簽訂協議，正式開始興建鐵路。其中卡爾斯至阿哈爾卡拉基的鐵路段將鋪設標準鐵軌，並於阿哈爾卡拉基設立轉軸站，此後至巴庫則鋪設闊軌。
2015年1月30日，首架列車在格魯吉亞新建的鐵路段（阿哈爾卡拉基至接近土耳其的卡爾特薩希）上試運行。